# Сааги, Дзенягха
Сааги Ммби Авах Ммби Дзенягха (фр. Saagi Mmmbi Avah Mmbi Dzenyagha; род. 12 декабря 2001, Яунде) — камерунский футболист, нападающий.

## Карьера

### Начало карьеры
Начинал заниматься футболом в 2013 году в академии клуба СИМС, в которой пробыл 2 года. Позже присоединился к «Расингу» из города Бафусам. В 2020 году перешёл в «Стад Ренард», вместе с которым выступал в Премьер-дивизионе.

### «Минск»
В марте 2022 года перешёл в «Минск». Первоначально отправился выступать в дублирующий состав клуба, где смог закрепиться. В 5-м туре чемпионата дублирующих составов против брестского «Динамо» отличился дебютным голом. В августе 2022 года, после ухода нескольких игроков из основного состава клуба, стал подтягиваться к играм с основной командой. Дебют за основную команду состоялся 13 августа 2022 года в матче против «Витебска», выйдя на замену на последней минуте. В декабре 2022 года покинул клуб по окончании срока действия контракта. По итогу сезона стал лучшим бомбардиром клуба в первенстве дублёров с 10 забитыми голами. 
В апреле 2023 года футболист вернулся в белорусский клуб. Первый матч в сезоне сыграл 2 апреля 2023 года против «Слуцка», выйдя на замену на 69 минуте. Первым результативным действием за клуб отличился 25 июня 2023 года в матче против бобруйской «Белшины», отдав голевую передачу. На протяжении сезона футболист преимущественно был игроком замены, отличившись 2 результативными передачами. По итогу сезона футболист вместе с клубом завершил чемпионат на итоговом девятом месте. В декабре 2023 года футболист покинул клуб по окончании срока действия контракта.